# 张军 (经济学家)

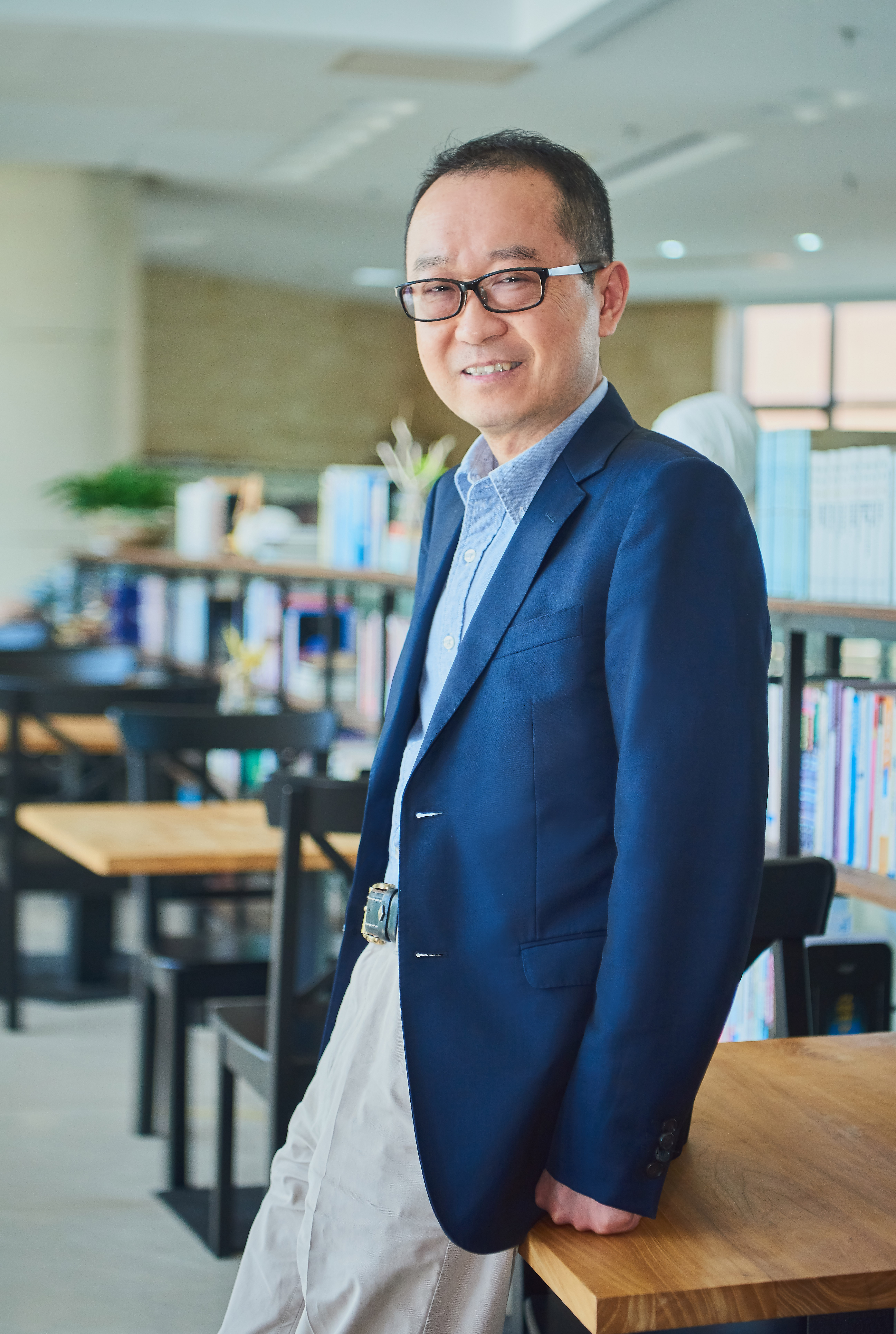
在复旦大学的张军

张军（1963年—），经济学家，复旦大学教授、复旦发展研究院副院长、复旦大学经济学院院长。担任《中国社会科学评论》、《经济学报》等刊物编委，入选中华人民共和国教育部第八批"长江学者"特聘教授。